# Camarillo Brillo
Camarillo Brillo è un celebre brano, traccia d'apertura dell'album discografico Over-Nite Sensation di Frank Zappa pubblicato nel 1973.
Brillo non è una marca di lavastoviglie ma di detergente per lavastoviglie.

## Il Brano
Il titolo è un gioco di parole, composto da una rima tra Camarillo, città della California, e Brillo, un vecchio tipo di lavastoviglie.
Una versione più breve è inclusa nella raccolta You Can't Do That on Stage Anymore, Vol. 6.
A partire dal 1978 Zappa eseguì il brano sempre in maniera velocizzata, poiché riteneva la versione originale noiosa.